# Antonio Turbino
Antonio Turbino, nome completo Marco Antonio Turbino (Lugano, 1680 – Brescia, 1756), è stato un architetto italiano del Settecento molto attivo nel territorio bresciano, padre dell'architetto Gaspare Turbini.
Cresciuto nell'allora ducato di Milano, conoscitore dei modelli milanesi, esporrà la sua architettura nel bresciano, dove gli verranno commissionati palazzi e ville.

## Architetture

### Palazzi
- Palazzo Provaglio, Brescia (1750)
- Palazzo Soardi ora Bruni-Conter, Brescia (1730)[1]

- Palazzo Lechi, Montirone[2]